# مناف رمضان
مناف رمضان (عربی: مناف رمضان؛ زادهٔ ۱۹ اکتبر ۱۹۷۲) بازیکن فوتبال اهل سوریه بود.
از باشگاه‌هایی که در آن بازی کرده‌است می‌توان به باشگاه ورزشی الحریه اشاره کرد.
وی همچنین در تیم‌های ملی فوتبال زیر ۲۰ سال سوریه و سوریه بازی کرده‌است.